# Museo Arqueológico y Paleontológico de Rojales
El Museo Arqueológico y Paleontológico de Rojales (Provincia de Alicante, España) , creado en 1981, tiene como objetivo la preservación y conocimiento del patrimonio cultural de la zona. 

## El edificio
El Museo está situado en la antigua Casa consistorial, un edificio de dos plantas reformado para su uso como museo.

## Contenido
El espacio expositivo se divide en dos grandes áreas:
- Área de paleontología, que muestra la evolución paleogeográfica a través de los testimonios de seres que vivieron en la zona hace millones de años;
- Área de arqueología, que facilita la comprensión de la evolución cultural del poblamiento que fue estableciéndose en el entorno de Rojales desde la prehistoria hasta la fundación de Rojales.